# Na'er
Na'er (kinesiska: 纳尔, 纳尔乡) är en socken i Kina. Den ligger i den autonoma regionen Tibet, i den sydvästra delen av landet, omkring 240 kilometer väster om regionhuvudstaden Lhasa. Antalet invånare är 2 064. Befolkningen består av 985 kvinnor och 1 079 män. Barn under 15 år utgör 25,0 %, vuxna 15-64 år 69 %, och äldre över 65 år 5,0 %.
Genomsnittlig årsnederbörd är 651 millimeter. Den regnigaste månaden är juli, med i genomsnitt 242 mm nederbörd, och den torraste är mars, med 2 mm nederbörd.